# Râul Valea Seacă, Olt (Rotbav)
Râul Valea Seacă este un curs de apă, afluent al râului Olt, în apropiere de localitatea Rotbav
Acest râu nu trebuie confundat cu  râul Valea Seacă din zona Sfântu Gheorghe

## Hărți
- Harta județul Brașov
- Harta munții Perșani  Arhivat în 13 iunie 2008, la Wayback Machine.